# Auffay
Auffay là một xã thuộc tỉnh Seine-Maritime trong vùng Normandie miền bắc nước Pháp.

## Huy hiệu
| Arms of Auffay | The arms of Auffay are blazoned: Azure, a beech tree proper impaled with Gules, an episcopal crozier and a sword inverted in saltire argent. |

## Dân số
| Năm | 1962 | 1968 | 1975 | 1982 | 1990 | 1999 | 2006 |
| --- | ---- | ---- | ---- | ---- | ---- | ---- | ---- |
| Dân số | 1448 | 1432 | 1702 | 1788 | 1888 | 1867 | 1793 |
| From the year 1962 on: No double counting—residents of multiple communes (e.g. students and military personnel) are counted only once. |      |      |      |      |      |      |      |

## Thị trấn kết nghĩa
- Bleckede, Đức từ năm 1977
- Monreal del Campo, Tây Ban Nha